# Rutin (vegyület)

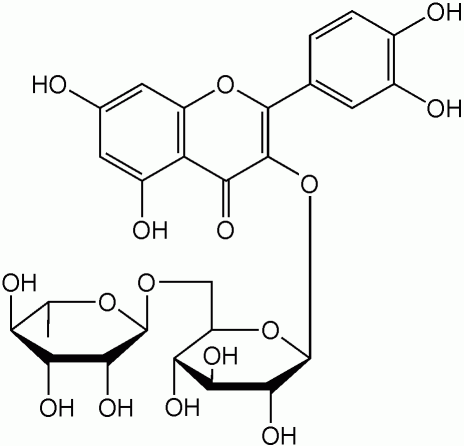

A rutin, vagy  rutozid, (kvercetin-3-rutinozid, szoforin)
egy flavonoid glikozid, amely megtalálható többek között különféle citrusfélék gyümölcseiben, a hajdinában, a rebarbara-fajok leveleiben, a kerti ruta nevű gyógynövényben és a brazil Fava D'Anta fa gyümölcsében. A rutin a kvercetin flavonol és a rutinóz diszacharid glikozidja.
Az emberi szervezetben a Fe2+-ionhoz kapcsolódva megakadályozza annak hidrogén-peroxid kötését, amely szabadgyök-képződést jelentene, és sejtkárosodást okozna. Antioxidáns tulajdonsága miatt gátolja a rák kialakulását is. Tévesen P-vitaminnak is nevezik, pedig nem vitamin, mert bár az emberi szervezet számára rendkívül hasznos, de nem nélkülözhetetlen. Tiszta formájában először Szent-Györgyi Albert izolálta, keresve azt a faktort, ami a C-vitaminnal együtt fordul elő, és annak hatását támogatja. Megfigyelték, hogy a tisztán adagolt C-vitamin hatása gyengébb, mintha azt természetes forrásból – tehát a természetben a C-vitaminnal együtt előforduló rutinnal – juttatják a szervezetbe.
A rutin erősíti a hajszálereket, ezért csökkenti a vérzékenység tüneteit. Segíthet a visszeres panaszokban is. A ferulasavhoz hasonlóan csökkentheti az oxidált LDL koleszterin citotoxicitását, és ezzel csökkenti a szívbetegségek kockázatát.

## Gyógyszer
A rutin 20 mg-os adagban a Rutascorbin nevű gyógyszer egyik hatóanyaga.